# Illada

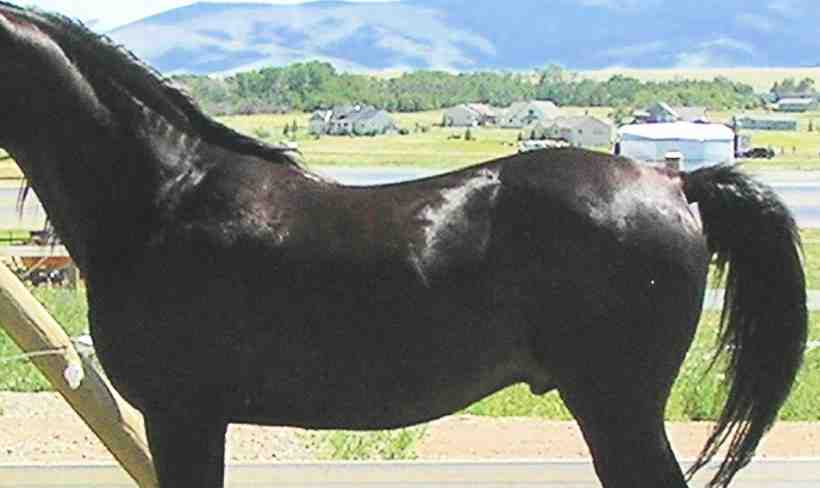
Illada del cavall (entre les costelles i la gropa)

Reben el nom d'illada o illades, les parts laterals del ventre, especialment del cavall.
Limitades superiorment per la regió lumbar, anteriorment per les costelles falses i posteriorment pels ossos dels malucs. S'ha de considerar en les illades:
1. La seva amplitud. Han d'estar plenes i la seva superfície igual a la del ventre i costelles. Els cavalls que les tenen molt enfonsades, de manera que formen una cavitat més o menys profunda es diuen  estrets d'illades  i no són propis per realitzar un gran treball perquè normalment tenen les costelles planes, febles els  garrons, són massa ardents, mai estan prou grossos i s'aprimen amb facilitat.
2. Quan el ventre té poca extensió, de manera que la illada es dirigeix cap amunt, es diu  illada arremangada .
3. Els moviments no han de ser ni molt lents ni molt accelerats, ni desiguals, perquè qualsevol d'aquests defectes és signe d'alguna malaltia. El moviment entretallat de les illades és signe d'asma].
4. La tibantor de les illades és signe de malalties inflamatòries de les vísceres de el pit, i la seva contracció espasmòdica, del tètanus.